# Catharus
Catharus là một chi chim trong họ Turdidae.

## Hình ảnh

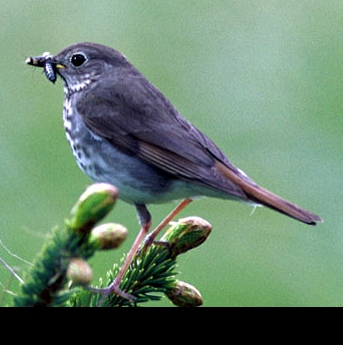
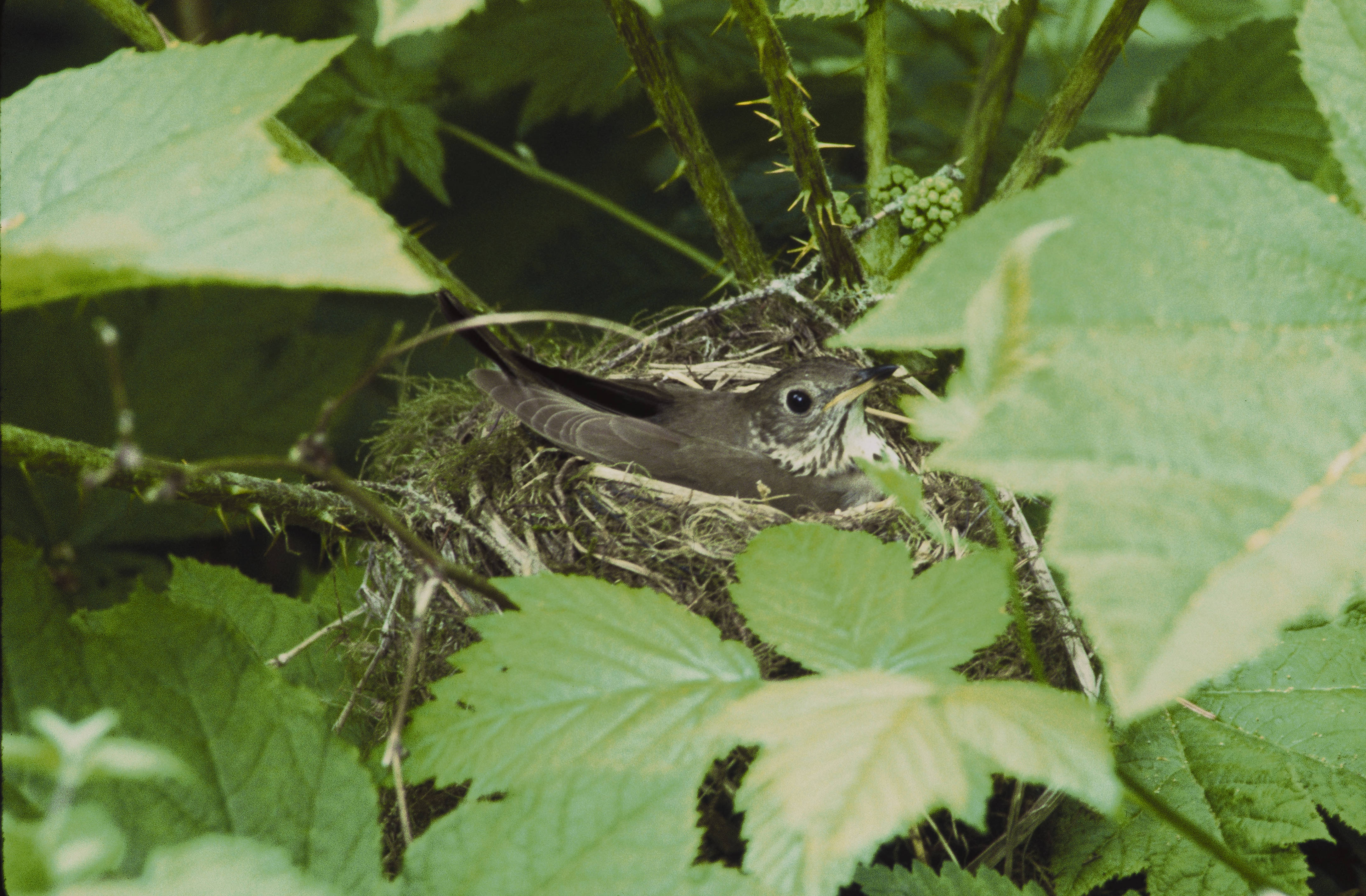
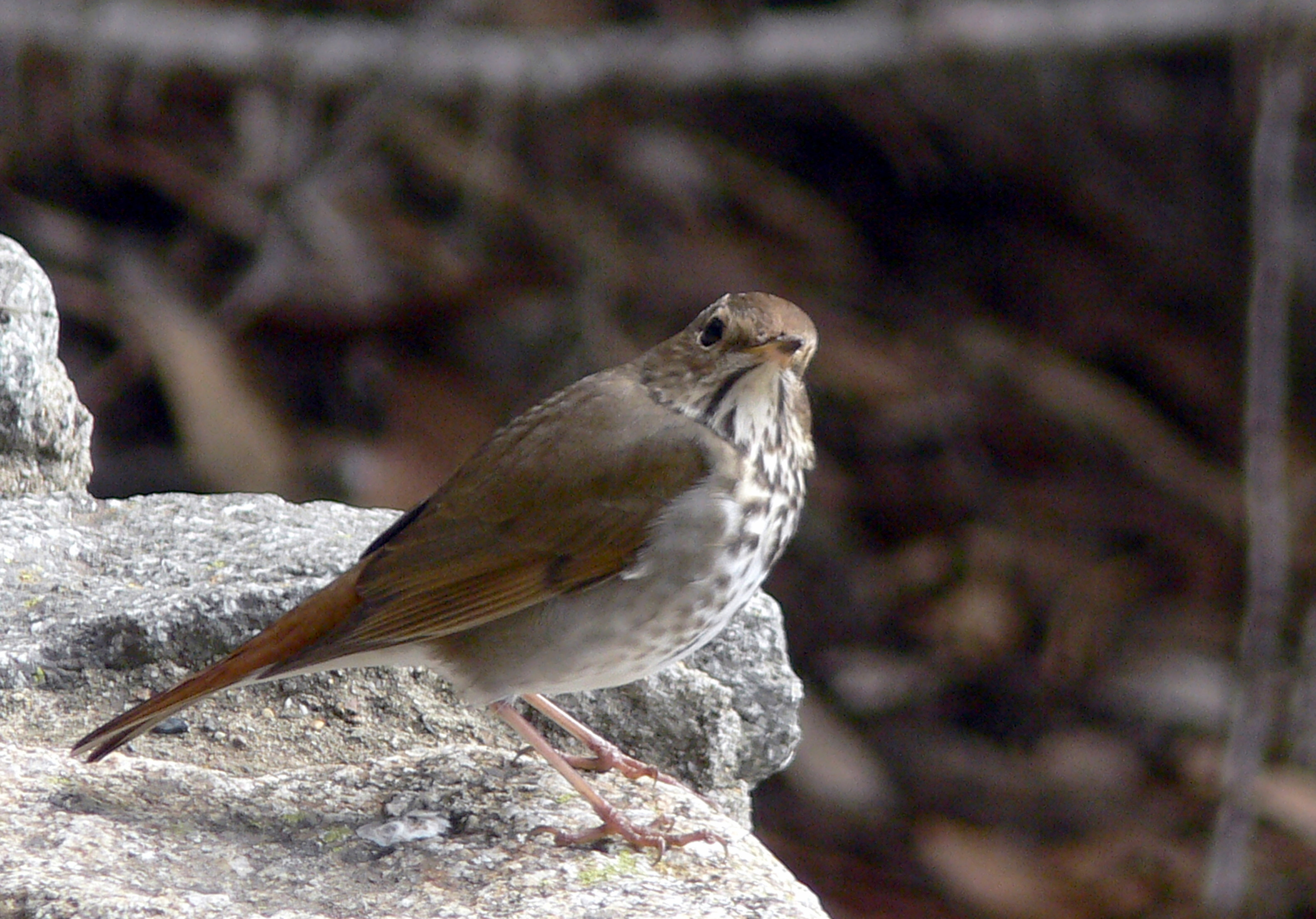
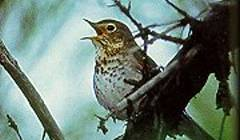
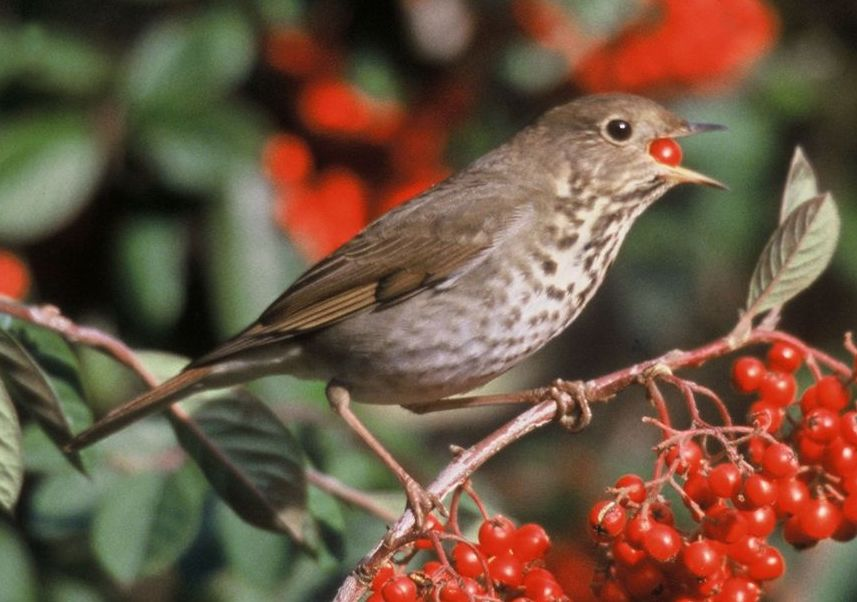
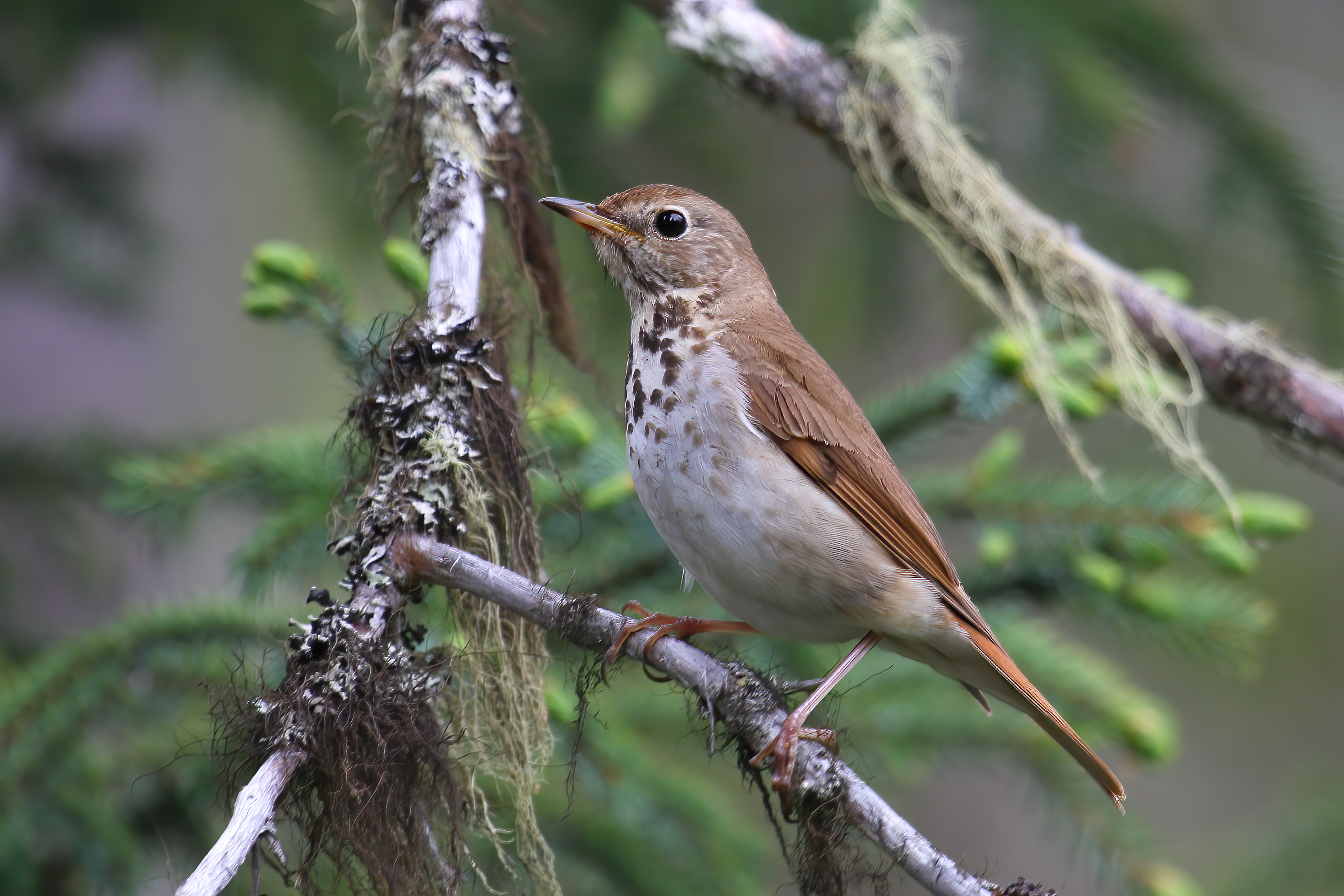
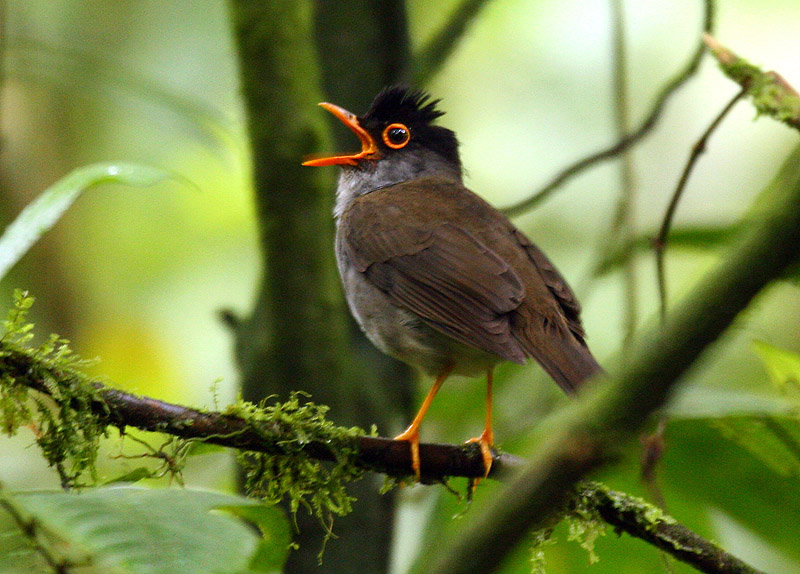